# 7067 Kiyose
7067 Kiyose este un asteroid din centura principală, descoperit pe 4 decembrie 1993, de Masanori Hirasawa și Shohei Suzuki.